# Krasnyj Bor
Krasnyj Bor è una cittadina della Russia europea nordoccidentale, situata nella oblast' di Leningrado (rajon Tosnenskij).
Sorge nella parte centrale della oblast', sulle sponde del fiume Svir', non distante dai confini sudorientali della metropoli di San Pietroburgo.
Vi sono nei dintorni tre monumenti presso diverse fosse di caduti della guerra civile russa.
Durante la seconda guerra mondiale, Krasny Bor fu occupata dalle truppe tedesche. Nel 1943 qui ebbe luogo la battaglia di Krasnyj Bor, tentativo fallito di rompere l’assedio di Leningrado.